# Johann Georg Lehmann (Historiker)

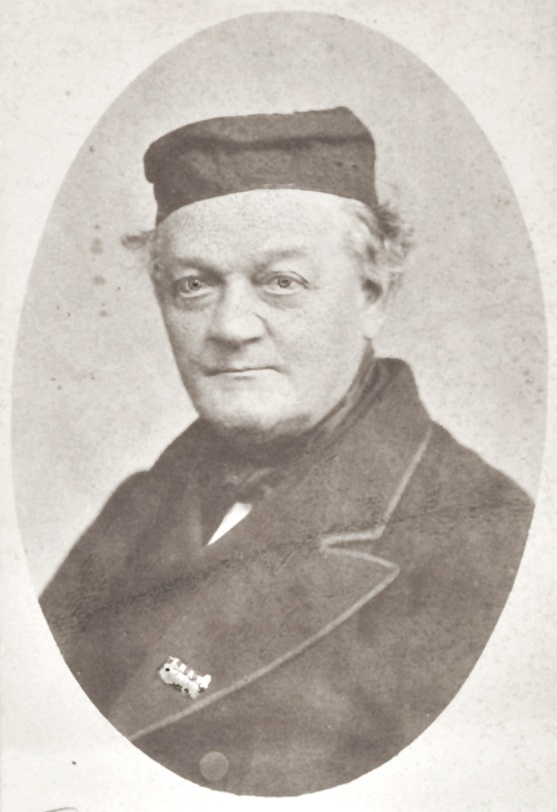
Pfarrer Johann Georg Lehmann

Johann Georg Lehmann (* 24. Dezember 1797 in Bad Dürkheim; † 5. August 1876 in Nußdorf) war ein evangelischer Pfarrer sowie Pfälzer Heimatkundler, Historiker und Buchautor.

## Biografie
Lehmann war der Sohn des reformierten Pfarrers in Dürkheim Wilhelm Lehmann und besuchte in seiner Heimatstadt Dürkheim das collège (Gymnasium). Ab 1814 studierte er evangelische Theologie an der Universität Heidelberg und entwickelte schon früh ein ausgeprägtes Interesse für Geschichte. Deshalb ließ er sich nebenbei auch in den historischen Hilfswissenschaften wie Diplomatik, Wappen-, Siegel-, Münz- und Schriftkunde unterrichten.
1818 schlossen sich in seiner Heimat die Reformierten mit den Lutheranern zur Vereinigten Protestantisch-Evangelisch-Christlichen Kirche der Pfalz zusammen. Johann Georg Lehmann trat in ihren Dienst und wurde 1818 Pfarrverweser bzw. Vikar in Heuchelheim bei Frankenthal. 1821 wechselte er in gleicher Eigenschaft nach Ellerstadt. 1824 wurde er Pfarrer von Altleiningen, 1828 von Weisenheim am Berg, 1840 in Kerzenheim und 1846 in Nußdorf bei Landau, wo er bis zu seinem Lebensende blieb. 1826 hatte er Charlotte Kurz aus Weilburg geheiratet, sie starb 1837 und der Witwer heiratete 1840 die Pfarrerstochter Friederike Brachel aus Lautersheim. Er hatte aus beiden Ehen insgesamt sieben Kinder.
1849 verfasste er eine Denkschrift an das Paulskirchenparlament, zugunsten der politischen Gleichberechtigung jüdischer Mitbürger.

## Historiker
Lehmanns Lebensgang und dienstliches Wirken unterschied sich kaum von dem anderer protestantischer Pfarrer; seine heimatgeschichtlichen Forschungen machten ihn jedoch zu einer zeitlos bekannten Persönlichkeit der Region.
Stark heimatkundlich interessiert trug Johann Georg Lehmann eine Unmenge von geschichtlichen Daten und Fakten zusammen, besuchte Archive, Bibliotheken und Museen, ebenso wie Burgen, Kirchen und andere historische Stätten. 1822 verfasste er in Ellerstadt sein erstes heimatgeschichtliches Buch „Geschichte des Klosters Limburg bei Bad Dürkheim an der Haardt“. Es folgten zahlreiche weitere Veröffentlichungen die den Pfarrer neben Franz Xaver Remling und Michael Frey zu einem der bedeutendsten Regionalhistoriker der bayerischen Rheinpfalz im 19. Jahrhundert werden ließen. Seine Forschungen waren gründlich, die Darstellung der Materie fachgetreu und weitgehend religiös objektiv; insbesondere wegen eines 1845 erschienenen Werkes über das Philippstift Zell beschuldigte man ihn kryptokatholischer Tendenzen.
König Ludwig I. von Bayern schätzte Lehmanns historische Arbeiten und hatte ihn 1846 selbst auf die Pfarrei Nußdorf präsentiert. 1860 ernannte ihn die Bayerische Akademie der Wissenschaften zu ihrem korrespondierenden Mitglied.
Am Ende seines Lebens verkaufte Lehmann seine Bibliothek einem Frankfurter Buchhändler, das Elsass betreffende Autographen dem Bezirksarchiv in Straßburg und die Leininger Urkunden dem Grafen Karl Emich zu Leiningen-Westerburg. Seine Siegelsammlung wurde 1876 vom Mannheimer Altertumsverein angekauft. Seinen wissenschaftlichen Nachlass an Urkunden und Handschriften erwarb 1877 die Universität Heidelberg, wo er für Interessierte zugänglich blieb.

## Gedenken
Johann Georg Lehmann starb 1876 in Nußdorf. Sein Grab ist auf dem dortigen Friedhof erhalten und wird gepflegt. Im Museum Bauernkriegshaus Nußdorf ist eine Pfarrer-Lehmann-Stube eingerichtet, in der ein Teil seiner Werke und Gegenstände aus seinem Besitz ausgestellt sind. Man hat in dem Dorf auch eine Straße nach ihm benannt.

## Familienumfeld
Der Halbbruder von Johann Georg Lehmanns Vater war der Frankenthaler Bürgermeister Carl Lehmann. Dessen Enkel (Söhne von Johann Georg Lehmanns Cousin Friedrich Lehmann, der wegen Beteiligung an der Revolution 1848 die Pfalz verlassen musste und nach Zürich emigrierte) waren der Bakteriologe Karl Bernhard Lehmann (1858–1940), der Landschaftsmaler Wilhelm Ludwig Lehmann (1861–1932) und der Verleger Julius Friedrich Lehmann (1864–1935).

## Werke
(Auswahl)
- Geschichte des Klosters Limburg bei Bad Dürkheim an der Haardt, 1822; (Digitalscan)
- Genealogisch-diplomatische Geschichte der Grafen von Leiningen, 1828–1829
- Genealogisch-diplomatische Geschichte der Dynasten von Westerburg, 1830; (Digitalscan)
- Geschichtliche Gemälde aus dem Rheinkreise Bayerns, 3 Bände, 1832–1841; (Digitalscan Band 1, Das Leininger Tal), (Digitalscan Band 2, Das Dürkheimer Tal), (Digitalscan Band 3, Das Neustadter Tal)
- Entwurf einer rheinpfälzischen Landesgeschichte, 1837
- Urkundliche Geschichte der Klöster in und bei Worms. In: Archiv für hessische Geschichte und Altertumskunde 2, Heft 2 (1840), S. 297–350 (Digitalscan) und Heft 3 (1841), S. 397–483 (Digitalscan)
- Kurzgefasste Geschichte der Bayerischen Pfalz, 1842; (Digitalscan)
- Diplomatische Geschichte des Stifts des h. Philipp zu Zell in der Pfalz, 1845; (Digitalscan)
- Die urkundliche Geschichte der ehemaligen freien Reichsstadt und jetzigen Bundesfestung Landau in der Pfalz, 1851; (Digitalscan)
- Geschichte der Bezirkshauptstadt Kaiserslautern und des ehemaligen Reichslandes, 1853; (Digitalscan)
- Wegweiser durch die Pfalz, 1857
- Urkundliche Geschichte der Burgen und Bergschlösser in den ehemaligen Gauen, Grafschaften und Herrschaften der bayerischen Pfalz, 5 Bände, 1857–1866; (Digitalscan Band 1)
- Urkundliche Geschichte der Grafschaft Hanau-Lichtenberg, 2 Bände, 1862–1863; (Digitalscan Band 1), (Digitalscan Band 2)
- Vollständige Geschichte des Herzogtums Zweibrücken und seiner Fürsten, 1867; (Digitalscan)
- Urkundliche Geschichte der Herren und Grafen von Falkenstein am Donnersberg, 1872; (Digitalscan)
- Dreizehn Burgen des Unterelsasses und Bad Niederbronn, (postum erschienen) Straßburg 1878
- Geschichte der alten elsässischen Reichsstadt Kron-Weißenburg , Manuskript 1874. Ausgabe (postum erschienen): Urkundliche Geschichte der Abtei und Stadt Weißenburg am Rhein. In: L’Outre-Forêt, Nr. 71–79, 7 Teile, Strasbourg 1990–1992